# Сдобняков, Виктор Владимирович
Виктор Владимирович Сдобняков — ректор федерального государственного бюджетного образовательного учреждения высшего образования «Нижегородский государственный педагогический университет имени Козьмы Минина» (Мининский университет), кандидат физико-математических наук, доцент.

## Образование
Ученое звание доцент, ННГУ им. Н. И. Лобачевского, физический факультет.
Ученая степень кандидат физико-математических наук, ННГУ им. Н. И. Лобачевского, физический факультет, специальность «Микроэлектроника и полупроводниковые приборы».
Высшее, ННГУ им. Н. И. Лобачевского, физический факультет.
Высшее, Президентская программа подготовки управленческих кадров, специальность «Менеджмент», Нижегородской образовательный консорциум на базе НГТУ им. Р. Е. Алексеева, Нижегородского филиала ВШЭ, НГЛУ им. Н. А. Добролюбова.
Высшее, ННГУ им. Н. И. Лобачевского, специальность «Переводчик в сфере профессиональной коммуникации».

## Профессиональная деятельность
1999—2018 — ННГУ им. Н. И. Лобачевского, физический факультет. Доцент, председатель методической комиссии физического факультета, заведующий межфакультетской лабораторией прототипирования (Fab Lab). Старший научный сотрудник НИФТИ ННГУ им. Н. И. Лобачевского. Участвовал в подготовке университета к государственной аккредитации, работал в приемной комиссии университета.
Область научных интересов: спинтроника, мемристорные наноматериалы и электронные устройства на их основе для квантовых и нейроморфных вычислений для решения актуальных проблем искусственного интеллекта, нейрореабилитации и нейропротезирования. Автор более 70 научных публикаций по физике, включая 8 патентов на изобретения и промышленные образцы.
2018—2020 — Администрация города г. Нижнего Новгорода. Заместитель главы администрации города по направлениям жилищно-коммунального хозяйства, благоустройства, экологии, управления делами администрации и безопасности Нижнего Новгорода. Классный чин: действительный муниципальный советник 3-го класса. Председатель совета директоров АО «Теплоэнерго» и АО «Нижегородский водоканал». Заместитель руководителя аппарата главы города, руководитель отдела управления проектной деятельностью администрации города. Заместитель председателя Комитета управления городским имуществом по направлениям инженерная инфраструктура, аренда муниципального нежилого фонда, приватизация имущества.
Научные интересы в области педагогического образования связаны с непрерывным опережающим развитием и трансформацией университетов педагогического профиля в контексте глобальной научно-образовательной повестки. Автор серии научных статей и монографии в рамках работы над докторской диссертацией. Автор проекта «Сквозной поток формирования бережливой личности будущего педагога». Инициатор создания ассоциации «Образовательный округ» Приволжского федерального округа, за которую 14 декабря 2022 года единогласно проголосовал Совет ректоров Приволжского федерального округа.
2020 — по настоящее время — ректор Нижегородского государственного педагогического университета имени Козьмы Минина. Заведующий сетевой трансдисциплинарной кафедрой андрагогики и управления развитием. 
Руководитель рабочей группы Совета Минобрнауки России по вопросам повышения доступности высшего образования для инвалидов, профессиональной ориентации инвалидов и содействия им в последующем трудоустройстве. 
Член Российского союза ректоров, Совета ректоров вузов Приволжского федерального округа и Нижегородской области. Руководитель Нижегородского научного центра Российской академии образования. Председатель Нижегородского отделения общества российско-китайской дружбы. Член Российского общества «Знание». Член попечительского совета фонда развития народных художественных промыслов Нижегородской области.

## Награды
Награждён Юбилейной медалью Нижегородской Епархии Русской Православной Церкви «В память 350-летия Нижегородской Епархии».
Награждён благодарственными письмами Министерства Просвещения за вклад в развитие образования.